# Podhradie (okres Prievidza)
Podhradie (Hongaars: Keselőkő) is een Slowaakse gemeente in de regio Trenčín, en maakt deel uit van het district Prievidza.
Podhradie telt 321 inwoners.